# Citytv (Bogotá)
Citytv Bogotá é uma emissora de televisão local da capital da Colômbia. Pertence à Casa Editorial El Tiempo (CEET), também proprietária do jornal El Tiempo. A CEET licenciou a marca canadense City TV, assim como o logotipo. Começou suas transmissões em 19 de março de 1999 no canal 21 UHF, em Bogotá.
Alguns programas da Citytv Canadá (como MuchMusic e Electric Circus, cujas versões colombianas são Mucha Música e Circo eléctrico) foram adaptados para o público local,  enquanto outros, como FashionTelevision ou SeXTV eram dublados até 2007.
Também segue a filosofia do Citytv original: em seus noticiários (como Citynoticias e o matutino Arriba Bogotá), os apresentadores leem as notícias em pé, como no da empresa-mãe de Toronto.